# 伊勢濱站
伊勢濱站（日语：／ Isegahama eki */?）是位於宮崎縣日向市，日本國有鐵道（國鐵）細島線的鐵路車站（廢站）。
在1972年（昭和47年），細島線客運業務廢除時，此站也同時廢除。在廢除前，由於早上一班上行列車會通過此站，因此停靠此站的客運列車只有黃昏後2個往返班次。

## 歷史
- 1957年（昭和32年）2月1日：此客運車站啟用[1]
- 1972年（昭和47年）2月1日：細島線結束客運業務，此站也同時廢除[1]。

## 車站構造
此站是在細島線上新增的車站，設有1面1線的單式月台。

## 車站周邊
細島線在結束客運業務後，變成了日豐本線的貨物支線，隨後在1993年（平成5年），該貨物支線廢除後，路軌遺址曾遺下了路基，後來經過翻新後變為行人道，在附近設置了關於細島線的展板。另外，車站名稱取自距離此站1.3公里的伊勢濱。
- 日向市立日知屋東小學（日语：日向市立日知屋東小学校）
- 社區巴士「普拉特巴士（日语：ぷらっとバス）」：「日知屋東小學」巴士站

## 相鄰車站
日本國有鐵道（國鐵）
細島線
日向市－伊勢濱－細島

## 注腳
1. 1 2 3 4  石野哲 (编). . JTB. 1998: 763. ISBN 978-4-533-02980-6 （日语）.

## 相關項目
- 日本鐵路車站列表 I